# R-36M
R-36M (NATO: SS-18 Satan) – radziecki międzykontynentalny pocisk balistyczny (ICBM) przeznaczony do przenoszenia bojowych głowic jądrowych na dystansach międzykontynentalnych. Stacjonujący w stałych silosach podziemnych R-36M był jedynym pociskiem ciężkim dopuszczonym do użycia przez drugi traktat o redukcji broni strategicznej (Strategic Arms Limitation Treaty – SALT II). Według źródeł rosyjskich, istniało sześć wersji tego pocisku różniących się liczbą i mocą przenoszonych głowic.
Opracowane w biurze konstrukcyjnym Jużnoje w ukraińskim Dniepropietrowsku pociski R-36M, przeznaczone były w pierwszym rzędzie do ataku na amerykańskie silosy ICBM. Od 1974 roku zastępowały w służbie pociski R-36 (NATO: SS-9 Scarp), a w najnowszej wprowadzonej do użytku w roku 1988 odmianie R-36M2, pozostają w służbie do dziś.

## Wersje systemu

### R-36M
Dekret Rady Ministrów ZSRR autoryzujący rozwój nowego pocisku R-36M (15A14) mającego zastąpić ciężkie pociski międzykontynentalne R-36 wydany został 2 września 1969 roku. Projekt wstępny ukończony został w grudniu 1969 roku. Projekt ten przewidywał kilka wersji nowego pocisku: z pojedynczą głowicą, kilkoma, a także z głowicami manewrującymi MaRV.
Projekt R-36M, znany na Zachodzie jako SS-18 Satan, przewidywał dwa stopnie napędowe pocisku przenoszącego głowice niezależnie kierowane (MIRV) albo pojedyncza głowicę (RV). W ogólnej koncepcji projekt ten był podobny do konstrukcji R-36. Dzięki zastosowaniu nowocześniejszych technologii oraz cieńszych ścian, zredukowano jednakże masę kadłuba pocisku. W pierwszym stopniu napędowym zastosowano cztery pracujące w obiegu zamkniętym silniki, z jedną komorą spalania w każdym. Drugi stopień napędowy tworzył silnik zasadniczy z jedną komorą spalania oraz jeden silnik sterujący z czterema komorami. Silnik główny umieszczony był w pustej przestrzeni wewnątrz toroidalnego zbiornika paliwa. Pocisk wyposażony był w autonomiczny inercyjny system naprowadzania zawierający komputer pokładowy, zaś sterowanie w trakcie korzystania z napędu pierwszego stopnia odbywało się przez odchylenie silników, możliwe dzięki ich przegubowemu zawieszeniu. Po raz pierwszy w pocisku rakietowym, do wytworzenia ciśnienia w zbiornikach paliwa zastosowano system zwany „kontrolowanym ogniem” polegający na wtryskiwaniu paliwa do zbiornika utleniacza oraz utleniacza do zbiornika paliwa. Pierwszy człon napędowy po separacji był wyhamowywany przez odpowietrzenie zbiorników materiałów pędnych, co eliminowało konieczność zastosowania odrębnych silników hamujących oraz uprościło konstrukcję wyposażenia ciśnieniowego zbiornika.
Usprawniona konstrukcja i efektywniejsze silniki zwiększyły masę możliwego do przeniesienia ładunku z 5,8 tony do 8,8 tony, a masa startowa pocisku o takiej samej średnicy jak R-36 sięgnęła 209,6 tony. Ładunek R-36M obejmował post-buster zawierający osiem głowic MIRV, a także sekcję instrumentów kontroli i naprowadzania. Stożkowe głowice usytuowane były parami wzdłuż zewnętrznej powierzchni sekcji kontroli i naprowadzania.
Pociski były przechowywane i transportowane w wykonanych z włókna szklanego kontenerach startowych, które umieszczane były w zmodyfikowanym silosie startowym pocisków R-36. Silosy posiadały utwardzoną strukturę z okrągłym szybem o głębokości 39 metrów i średnicy 5,9 metra. Start odbywał się metodą zimnego startu, w której pocisk wypychany był z kontenera za pomocą gazów wytworzonych przez eksplozję umieszczonego na jego dnie ładunku miotającego, po czym – już ponad silosem – następował zapłon silników pierwszego stopnia.
Testy systemu zaplanowane były pierwotnie na rok 1971, zostały jednakże przełożone na późniejszy termin. W roku 1971 rozpoczęły się jednak testy systemu zimnego startu, próby z samym pociskiem w locie rozpoczęły się natomiast 21 lutego 1973 roku. W październiku 1975 roku zakończono testy trzech wersji pocisku, który 30 grudnia 1975 roku przyjęty został oficjalnie do służby. Pocisk wyposażony był w sekcję głowic MIRV 15F143 (z 8 głowicami) albo sekcję opracowaną specjalnie dla R-36M z pojedynczą głowicą 15B86 (przyjęty do służby 20 listopada 1978 r.). Pomiędzy lipcem 1978 a sierpniem 1980 roku, przeprowadzono testy w locie z dwiema modyfikacjami w postaci wyposażonej w system naprowadzania terminalnego głowicy 15F678, system z tą głowicą nigdy jednak nie został rozmieszczony. We wrześniu 1973 roku służby wywiadowcze Stanów Zjednoczonych zaobserwowały test pocisku, w którym post-boost vehicle pocisku wystrzelił MIRV. Skutkiem tej obserwacji, R-36M traktowany był w trakcie negocjacji rozbrojeniowych jako zdolny do przenoszenia 10 MIRV, mimo iż ZSRR planował używanie go do przenoszenia jedynie 8 głowic bojowych.
Produkcja R-36M została autoryzowana w październiku 1974 roku. Zakład Jużnoje produkował kadłub, głowice oraz silniki pierwszego stopnia. Seryjna produkcja głowic 15F143 i 15F147 została natomiast podjęta przez Zakład Przemysłu Chemicznego w Permie.
Pierwszy pułk wyposażony w R-36M rozpoczął dyżur bojowy 25 grudnia 1974 roku. Wkrótce pociski te zastąpiły 288 pocisków R-36 w istniejących silosach, dodatkowo rozmieszczono 20 pocisków w nowych wyrzutniach. Z powodu problemów technicznych z silnikiem pierwszego stopnia, w latach 1980–1983 wszystkie pociski R-36M zostały zastąpione przez systemu R-36MUTTH.

#### Mod 1
Pociski pierwszego wariantu — Mod 1 według nomenklatury zachodniej — wyposażone były w pojedynczą głowicę 15B86 o mocy 18 do 26 megaton. Po zakończeniu testów tej odmiany w październiku 1975 roku, rozmieszczono 56 pocisków tej wersji. Do 1984 roku, wszystkie pociski tego modelu zostały zastąpione przez pociski Mod 3 i 4.

#### Mod 2
Najliczniej uzbrojony wariant pocisku 15A14, zdolny był do przeniesienia do 8 głowic MIRV 15F143 na odległość do 5 500 mil morskich. W latach 1975–1978 rozmieszczono ogółem 132 pociski tego typu. Post-boost vehicle tego wariantu nękany był jednak licznymi problemami technicznymi, toteż wszystkie pociski tego typu do roku 1984 zostały zastąpione przez pociski Mod 4.

#### Mod 3
Ten wariant był w rzeczywistości ulepszoną wersją pocisku wariantu drugiego, ze zmodernizowanym czepcem balistycznym. Wprawdzie istnienie tego wariantu zostało potwierdzone przez źródła rosyjskie, brak jest jednak informacji o nim w odtajnionych źródłach zachodnich.

### R-36MUTTH
Zarządzenie autoryzujące program rozwoju następcy systemu R-36M – o Ulepszeniu Charakterystyk Sprawności Pocisków R-36M (15A14) i MR UR-100 (15A15) – wydane zostało 16 sierpnia 1976 roku, zaledwie kilka miesięcy po przyjęciu pocisków R-36M do służby. Opracowanie wstępnego projektu nowego systemu z ulepszoną sprawnością taktyczną, oznaczonego R-36MUTTH i numerem kodowym 15A18 (NATO: Mod 4), ukończono w Biurze Konstrukcyjnym Jużnoje w grudniu 1976 roku. Nowy pocisk dysponować miał lepszą celnością, co pozwoliło na zmniejszenie mocy ładunków jądrowych głowic. Osiągnięto to bez zmniejszenia efektywności pocisku, co oznaczało także zwiększenie liczby głowic z ośmiu do dziesięciu oraz zwiększenie zasięgu wersji z pojedynczą głowicą do 16 000 km.
Testy R-36MUTTH w locie rozpoczęły się 31 października 1977 roku. Testy wersji wyposażonej w głowicę 15F183 ukończone zostały w listopadzie 1979, po czym 17 grudnia 1980 roku pocisk został przyjęty do służby. Proces rozmieszczenia pocisku (oznaczonego w systematyce amerykańskiego Departamentu Obrony SS-18 Mod 4) rozpoczęty został jednak już w 1979 roku. Pierwsze trzy pułki wyposażone w R-36MUTTH rozpoczęły dyżur bojowy 18 września tego roku. Do 1980 roku rozmieszczono już 120 nowych pocisków, które zastąpiły ostatnie systemy R-36. W latach 1982 – 1983, R-36MUTTH zastąpiły także wszystkie pociski R-36M. Całkowita liczba rozmieszczonych R-36MUTTH osiągnęła wkrótce ustalony traktatem START I limit 308 pocisków. Według zachodnich szacunków, R-36MUTTH zdolny był do przenoszenia nawet 14 głowic MIRV, co może być efektem obserwacji środków penetration aids wymierzonych w amerykański program antybalistyczny lub też mogło być elementem działań zmierzających do utrudnienia Stanom Zjednoczonym określenia charakterystyki radzieckiego systemu ofensywnego. Po 1988 roku niektóre pociski tego systemu zostały zastąpione pociskami R-36M2 – systemem Wojewoda.

### R-36M2Wojewoda
Specyfikacja wersji pocisku oznaczonego R-36M2 z kodem 15A18M, została ukończona w czerwcu 1979 roku. Projekt nowego pocisku został natomiast ukończony w czerwcu 1982 roku. R-36M2 wprowadzał kilka nowych usprawnień. Jednym z nich było rozwiązane stosowane wcześniej jedynie w radzieckich morskich systemach SLBM, polegające na zanurzeniu silnika drugiego stopnia w zbiorniku materiału pędnego. Zmodyfikowano również kontener startowy. W przeciwieństwie do R-36M, R-36M2 przenosi 10 głowic umieszczonych w dwóch warstwach umieszczonych na sekcji instrumentów PVB.
Testy w locie pocisku R-36M2, wyposażonego w głowice MIRV 15F173, rozpoczęły się w marcu 1986 roku, zakończono je natomiast w marcu 1988 roku. Pierwszy pułk wyposażony w system rakietowy R-36M2 (Mod 5) z 10 głowicami o mocy 550-750 kt osiągnął gotowość bojową 30 lipca 1988 roku. Wersja R-36M2 wyposażona w jedną głowicę (Mod 6) o mocy 20 Mt, weszła do służby 23 sierpnia 1990 roku.

## Współczesna służba
Związek Radziecki rozmieścił łącznie 82 pociski R-36M2: 30 w bazie Dombarowski, 28 w Użur oraz 24 w Dzierżawińsku (w Kazachstanie). Pociski z Dzierżawińska zostały po rozpadzie ZSRR przewiezione do Rosji, jednak prawdopodobnie nie zostały rozmieszczone. W styczniu 2009 roku, Strategiczne Wojska Rakietowe Rosji utrzymywały w gotowości bojowej prawdopodobnie jedynie 30 pocisków R-36M2 w Dombarowski oraz 28 w Użur. R-36M2 Wojewoda pozostaną prawdopodobnie w służbie do roku 2019, choć wstępne raporty wskazywały na rok 2016, jako moment wycofania ich ze służby.